# Bruce C. Heezen
Bruce Charles Heezen (/ˈheɪzən/; 11. dubna 1924 Vinton – 21. června 1977) byl americký geolog. V 50. letech 20. století spolupracoval na Kolumbijské univerzitě s oceánografickou kartografkou Marií Tharpovou na zmapování Středoatlantského hřbetu.

## Biografie
Heezen se narodil ve Vintonu v Iowě. Jako jedináček se v šesti letech přestěhoval se svými rodiči do Muscatine v Iowě, kde v roce 1942 maturoval na střední škole. V roce 1947 získal na Iowské univerzitě titul B.A. V roce 1952 získal titul M.A. a v roce 1957 na Kolumbijské univerzitě titul Ph.D.
Intenzivně spolupracoval s kartografkou Marií Tharpovou.
Heezen zemřel na infarkt v roce 1977 během výzkumné plavby za účelem studia Středoatlantského hřbetu poblíž Islandu na palubě ponorky NR-1.

## Vyznamenání a ocenění
- 1964: Medaile Henryho Bryanta Bigelowa za oceánografii udělena Oceánografickým institutem Woodse Hola[3]
- 1973: Cullumova geografická medaile udělena Americkou geografickou společností[4]

Na jeho počest byla v roce 1999 pokřtěna oceánografická průzkumná loď USNS Bruce C. Heezen.
Heezenův kaňon je velký podvodní kaňon v severozápadním Atlantiku, na okraji kontinentálního šelfu.
V roce 1977 po něm byl pojmenován Heezenův ledovec v Antarktidě.